# روبرت تيت إيرفن
روبرت تيت إيرفن (بالإنجليزية: Robert Tait Ervin)‏ هو محامي وقاضي أمريكي، ولد في 27 مايو 1863 في مقاطعة ويلكوكس في الولايات المتحدة، وتوفي في 24 أكتوبر 1949.